# Маслиница (биљка)
Маслиница, велики јеремичак или ловоролисни јеремичак (лат. Daphne laureola) је вишегодишња биљка из фамилије Thymeleaceae. Настањује већи део Европе, као и северну Африку и Азорска острва.

## Опис врсте
Маслиница је зимзелена биљка жбунасте форме, висине од 40 до 120 cm. Жбун није интензивно разгранат, а боја коре се током сезоне мења од жутозелене до светло мрке. Листови су клинасти или обрнуто ланцетасти, имају кратку дршку или су седећи. Голи су и уочљиво дебело кожасти. Цветови су у пазуху листова и формирају гроздаству цваст. Зелени су или зеленкастожућкасти. Плод је коштуница јајастог облика, благо ушиљена. Пре сазревања је зелене, а после је црне боје. Цвета од фебруара до априла.

## Распрострањење у Републици Србији
У Србији, маслиница се јавља у Војводини (на Фрушкој гори), на Косову и Метохији, а среће се местимично у храстовим и брдским буковим шумама у читавој ужој Србији. Може се јављати и у шикарама и на свежем тлу.

## Угроженост и заштита врсте
Правилник о проглашењу и заштити строго заштићених и заштићених дивљих врста биљака, животиња и гљива Републике Србије наводи маслиницу као строго заштићену биљну врсту. 